# Juillaguet

Juillaguet este o comună în departamentul Charente, Franța. În 1 ianuarie 2018 avea o populație de 154 de locuitori.